# Leptocometes luneli
Leptocometes luneli är en skalbaggsart som först beskrevs av Fortuné Chalumeau och Touroult 2005.  Leptocometes luneli ingår i släktet Leptocometes och familjen långhorningar. Inga underarter finns listade i Catalogue of Life.